# Kacey White

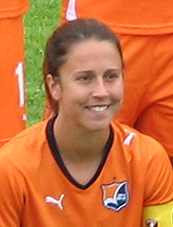
Kacey Dell White, é uma futebolista estadunidense que joga como meio campista.

Kacey Dell White, mais conhecida como Kacey White (Aurora, 27 de abril de 1984), é uma futebolista estadunidense que atua como meia. Atualmente, joga pelo Sky Blue FC.